# Grande Ballroom
La Grande Ballroom est une salle de spectacle historique située au 8952 Grand River Avenue dans le quartier Petosky-Otsego à Détroit, dans l'État du Michigan, aux États-Unis. Le bâtiment, conçu par l'ingénieur et architecte Charles N. Agree en 1928, sert à l'origine de bâtiment polyvalent, abritant des commerces de détail au rez-de-chaussée et une grande salle de bal à l'étage. Durant cette période, la Grande Ballroom est réputée pour sa remarquable piste de danse en bois dur qui occupe la majeure partie du premier étage. Celle-ci est transformée en salle de concert par Russ Gibb en 1966.

## Histoire
Vers 1927, l'homme d'affaires de Détroit Harry Weitzman contacte Charles Agree pour créer une salle de bal. La salle de Weitzman est populaire dans la communauté juive et sert de lieu de rencontre du Purple Gang (une bande de trafiquants et gangsters essentiellement de confession juive). Les initiales des trois enfants de Weitzman sont gravées sous plusieurs fenêtres (CDSW : Clement, Dorothy et Seymour Weitzman),,.

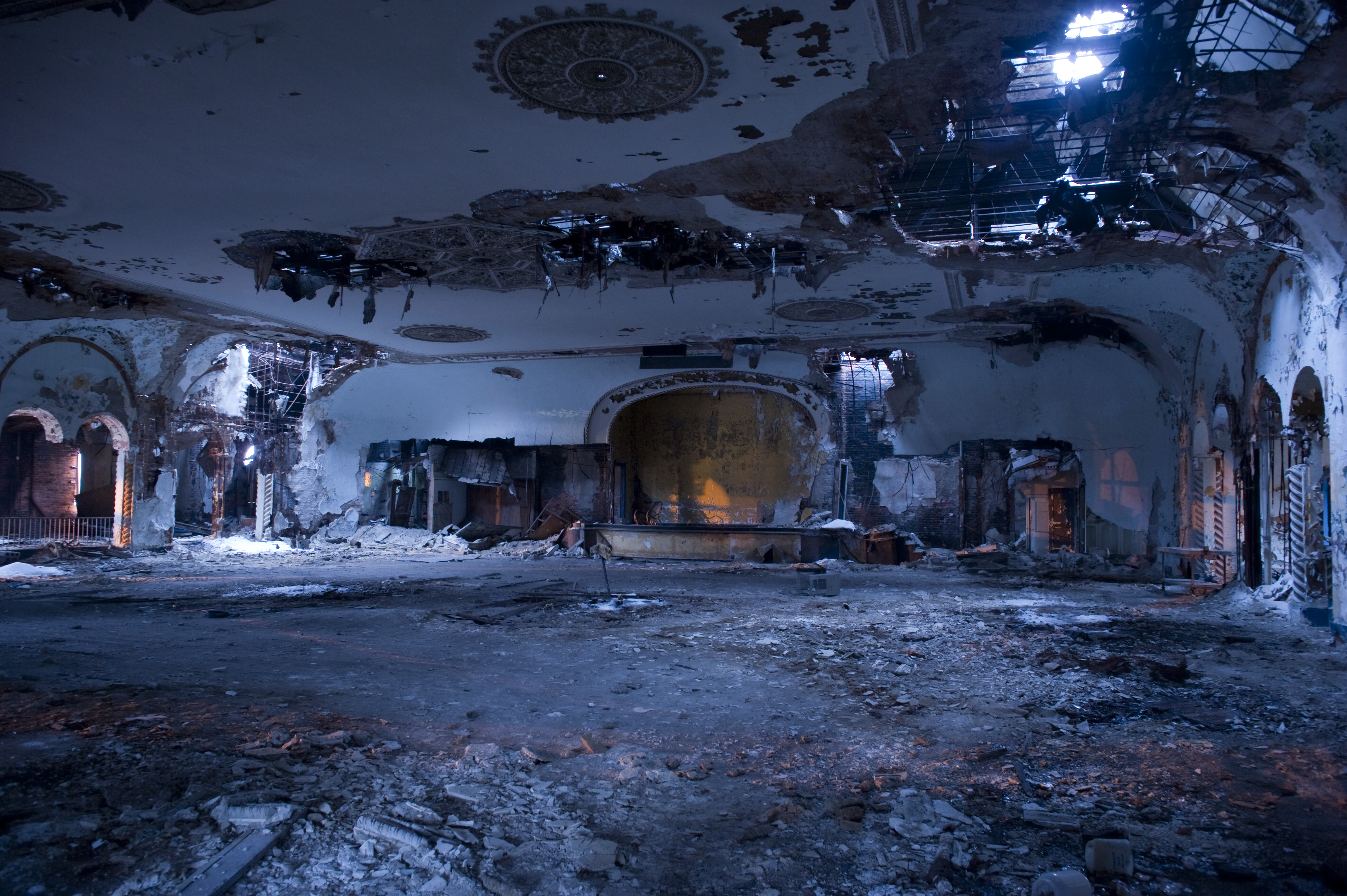
La salle de danse, située au premier étage, en 2010.

En 1966, la Grande est acquise par Russ Gibb, professeur de lycée également DJ d'une radio locale. Gibb est motivé par sa visite au Fillmore Theatre de San Francisco et imagine un endroit similaire à Détroit pour diffuser la nouvelle musique psychédélique et un lieu de rassemblement pour la jeunesse de la ville. Gibb travaille en étroite collaboration avec John Sinclair, figure de la contre-culture de Détroit, et Hugh "Jeep" Holland (agent, producteur et manager de nombreux groupes locaux) pour faire venir des groupes des États voisins, de San Francisco et d'Europe, ainsi que des groupes de rock de bon niveau de la scène locale ou régionale, dont The Amboy Dukes (avec Ted Nugent ), MC5 (qui y enregistre son premier album), les Psychedelic Stooges (futur Stooges d'Iggy Pop), The Frost (avec Dick Wagner), Frijid Pink, Alice Cooper et bien d'autres qui se rassemblent autour de la communauté de Plum Street à Détroit ainsi que dans les banlieues, jusqu'à Ann Arbor. Avec les managers Tom Wright, Bill Robbins et quelques autres (y compris, périodiquement, Jeep et Sinclair) et le personnage local Dave Miller, le club programme de nombreux artistes nationaux et internationaux de cette période, notamment Led Zeppelin, Janis Joplin, Pink Floyd, Grateful Dead, Howlin' Wolf, John Lee Hooker, Jeff Beck, Procol Harum, Cream et The Who. MC5, The Thyme et The Stooges font office de groupes maison, assurant des performances hebdomadaires. La Grande présente également le jazz d'avant-garde de John Coltrane et Sun Ra.
Les performances de cette période sont fréquemment annoncées par les prospectus psychédéliques distinctifs élaborés par Gary Grimshaw et Carl Lundgren,. L'expérience contre-culturelle et rock 'n' roll de la Grande est largement documentée par la photographe de Détroit Leni Sinclair. C'est durant cette période que la Ballroom est qualifée de « centre capitaliste hippie de Détroit ».
Après que Gibb ait fermé la Grande en tant que salle de concert en 1972, le bâtiment n'est plus que rarement utilisé et tombe dans un état de délabrement extrême. En 2006, l'édifice est racheté par la  Chapel Hill Missionary Baptist Church voisine. Depuis 2014, le club historique reste inactif et disponible à la réhabilitation Le bâtiment est remis en vente en 2022 pour 5 000 000 $.
Louder Than Love: The Grande Ballroom Story, un film documentaire de 2012 sur le lieu et son influence sur la musique rock, reçoit un Emmy Award de la National Academy of Television Arts & Sciences of Michigan en 2016. Le film est produit et réalisé par Tony D'Annunzio.
En décembre 2018, la Grande Ballroom est ajoutée au registre national des lieux historiques.

## Architecture
La Grande Ballroom est un bâtiment commercial carré de deux étages en pierre et en brique jaune, contenant des éléments de style architectural néo-espagnol et néo-méditerranéen. Le premier niveau renfermait à l'origine des espaces de vente au détail et le second était occupé par une grande salle de bal. Les façades extérieures présentent, au premier étage, des ouvertures de fenêtres en plein cintre avec des frises de pierre calcaire, et sont couronnés des toits à faible pente recouverts de tuiles colorées. Le rez-de-chaussée abritait six vitrines, chacune avec de grandes fenêtres en verre et des impostes en verre prismatiques au-dessus. Ces devantures de magasins ont été considérablement modifiées.
Les trois angles de la salle faisant face à la rue comportent chacun une tour légèrement en saillie surmontée d'un capuchon octogonal et une urne décorative dans un motif en étoile sur chaque face, et un toit en croupe de tuiles sur le dessus.
Une grande fresque murale commémorant le MC5 est peinte sur la façade est du bâtiment en 2018, à l’occasion du 50e anniversaire de l'enregistrement de l’album Kick Out the Jams.

## Concerts
Parmi les artistes s'étant produit à la Grande Ballroom entre 1967 et 1972, on compte, entre autres, SRC, The Rationals, The Thyme, MC5, Grateful Dead, The Chambers Brothers, Cream, Moby Grape, Vanilla Fudge, The Paul Butterfield Blues Band, The Amboy Dukes, The Stooges, Commander Cody and His Lost Planet Airmen, Canned Heat, The Byrds, Big Brother and the Holding Company, Blood, Sweat and Tears, The Electric Prunes, The Who, The Hollies, The Up, James Gang, The Youngbloods, Sly and the Family Stone, The Fugs, The Troggs, Junior Wells, Traffic, The Mothers of Invention, The Yardbirds, Procol Harum, John Lee Hooker, Arthur Brown, Love, Blue Cheer, Soft Machine, Quicksilver Messenger Service, The Jeff Beck Group, Fleetwood Mac, Pink Floyd, The Frost, Country Joe and the Fish, Albert King, Nazz, Howlin’ Wolf, B. B. King, The McCoys, Ten Years After, John Mayall, Pacific Gas and Electric, Buddy Guy, The Moody Blues, Terry Reid, Tim Buckley, Jefferson Airplane, Deep Purple, Iron Butterfly, Genesis, Led Zeppelin, Taj Mahal, Jethro Tull, Savoy Brown, The Flying Burrito Brothers, Van Morrison, Three Dog Night, Sweetwater, The Velvet Underground, The Nice, Rare Earth, Julie Driscoll et Brian Auger, Chuck Berry, Creedence Clearwater Revival, Joe Cocker, Golden Earring, Sun Ra, Slim Harpo, Spooky Tooth, Bo Diddley, Johnny Winter, The Turtles, Charlie Musselwhite, The Move, Allen Ginsberg, The Kinks, Brownsville Station, Frijid Pink, Little Richard, J. Geils Band, King Crimson, Captain Beyond, Blue Öyster Cult et Roy Buchanan.
MC5 y donne son dernier concert, avant de se séparer définitivement, le 31 décembre 1972.

### Filmographie
- Louder Than Love: Grande Ballroom Story, documentaire réalisé par Tony D'Annunzio et Karl Rausch, août 2012, 85 min. (DVD 2016)[16]

### Discographie
Quelques enregistrements réalisés au Grande Ballroom :
- Cream – Live In Detroit '67 (CD, 2018)
- The Frost – Rock and Roll Music (Recorded live at The Grande Ballroom, Detroit) (1969)[17]
- The Jeff Beck Group – Grande Ballroom (Detroit, Michigan, Novembre 3, 1968) (CD)
- MC5 – Kick Out the Jams (1969)
- MC5 – Live at the Grande Ballroom 1968 (2005)
- The Mothers of Invention – Grande Ballroom, Detroit, MI. April, 28, 1968 (2009)

On peut trouver également quelques enregistrements de The Who ou de Janis Joplin avec Big Brother and the Holding Company sur leurs compilations.